# Ectropis geniculata
Ectropis geniculata är en fjärilsart som beskrevs av Louis Beethoven Prout 1932. Ectropis geniculata ingår i släktet Ectropis och familjen mätare. Inga underarter finns listade i Catalogue of Life.